# Antillostenochrus planicauda
Antillostenochrus planicauda är en spindeldjursart som beskrevs av Rolando Teruel 2003. Antillostenochrus planicauda ingår i släktet Antillostenochrus och familjen Hubbardiidae. Inga underarter finns listade i Catalogue of Life.